# (491) Carina
Pour les articles homonymes, voir Carina.
(491) Carina est un astéroïde de la ceinture principale découvert par Max Wolf le 3 septembre 1902.